# Bonne van Artesië
Bonne van Artesië (circa 1396 - Dijon, 17 september 1425) was van 1413 tot 1415 gravin van Nevers, van 1415 tot 1424 regentes van het graafschap Nevers en van 1424 tot aan haar dood hertogin van Bourgondië en gravin van Vlaanderen. Ze behoorde tot het huis Capet.

## Levensloop
Bonne was de oudste dochter van Filips van Artesië, graaf van Eu, uit diens huwelijk met Maria van Berry, dochter van hertog Jan van Berry.
Op 20 juni 1413 huwde ze in Beaumont-en-Artois met graaf Filips van Nevers (1389-1415), een zoon van hertog Filips de Stoute van Bourgondië en Margaretha van Male, gravin van Vlaanderen.
Nadat Filips in 1415 sneuvelde in de Slag bij Azincourt, werd Bonne tot in 1424 namens haar oudste zoon Karel regentes van het graafschap Nevers. Na het overlijden van haar grootmoeder Johanna van Artesië werd ze ook vrouwe van Dreux en Houdain.
Op 30 november 1424 hertrouwde Bonne in Moulins-Engilbert met haar neef Filips de Goede (1396-1467), die onder andere hertog van Bourgondië en graaf van Vlaanderen was. Zijn eerste huwelijk met Michelle van Valois had geen nakomelingen opgeleverd en om die reden besloot hij met Bonne te huwen.
Bonne van Artesië overleed in september 1425 in Dijon, bijna tien maanden na haar huwelijk. Haar huwelijk met Filips was kinderloos gebleven. Ze werd bijgezet in het klooster van Champmol.

## Nakomelingen
Bonne en haar eerste echtgenoot Filips van Nevers kregen twee zonen:
- Karel (1414-1464), graaf van Nevers en Rethel
- Jan (1415-1491), graaf van Nevers, Rethel, Étampes en Eu

## Voorouders
| Voorouders van Bonne van Artesië | Voorouders van Bonne van Artesië                                    | Voorouders van Bonne van Artesië                                    | Voorouders van Bonne van Artesië                             | Voorouders van Bonne van Artesië                             | Voorouders van Bonne van Artesië                                        | Voorouders van Bonne van Artesië                                        | Voorouders van Bonne van Artesië                                  | Voorouders van Bonne van Artesië                                  |
| -------------------------------- | ------------------------------------------------------------------- | ------------------------------------------------------------------- | ------------------------------------------------------------ | ------------------------------------------------------------ | ----------------------------------------------------------------------- | ----------------------------------------------------------------------- | ----------------------------------------------------------------- | ----------------------------------------------------------------- |
| Overgrootouders                  | Robert III van Artesië (1287-1342) ∞ Johanna van Valois (1304-1363) | Robert III van Artesië (1287-1342) ∞ Johanna van Valois (1304-1363) | Jan I van Melun (-1350) ∞ Isabelle dame d'Antoing (-)        | Jan I van Melun (-1350) ∞ Isabelle dame d'Antoing (-)        | Jan II van Frankrijk (1319-1364) ∞ 1332 Bonne van Luxemburg (1315-1349) | Jan II van Frankrijk (1319-1364) ∞ 1332 Bonne van Luxemburg (1315-1349) | Jan I van Armagnac (1306-1373) ∞ Beatrix van Clermont (1311-1364) | Jan I van Armagnac (1306-1373) ∞ Beatrix van Clermont (1311-1364) |
| Grootouders                      | Jan van Artesië (1321-1387) ∞ Isabella van Melun (1328-1389)        | Jan van Artesië (1321-1387) ∞ Isabella van Melun (1328-1389)        | Jan van Artesië (1321-1387) ∞ Isabella van Melun (1328-1389) | Jan van Artesië (1321-1387) ∞ Isabella van Melun (1328-1389) | Jan van Berry (1296-1346) ∞ Johanna van Armagnac (1367-1434)            | Jan van Berry (1296-1346) ∞ Johanna van Armagnac (1367-1434)            | Jan van Berry (1296-1346) ∞ Johanna van Armagnac (1367-1434)      | Jan van Berry (1296-1346) ∞ Johanna van Armagnac (1367-1434)      |
| Ouders                           | Filips van Artesië (1358-1397) ∞ Maria van Berry (1367-1434)        | Filips van Artesië (1358-1397) ∞ Maria van Berry (1367-1434)        | Filips van Artesië (1358-1397) ∞ Maria van Berry (1367-1434) | Filips van Artesië (1358-1397) ∞ Maria van Berry (1367-1434) | Filips van Artesië (1358-1397) ∞ Maria van Berry (1367-1434)            | Filips van Artesië (1358-1397) ∞ Maria van Berry (1367-1434)            | Filips van Artesië (1358-1397) ∞ Maria van Berry (1367-1434)      | Filips van Artesië (1358-1397) ∞ Maria van Berry (1367-1434)      |